# Guido Stache

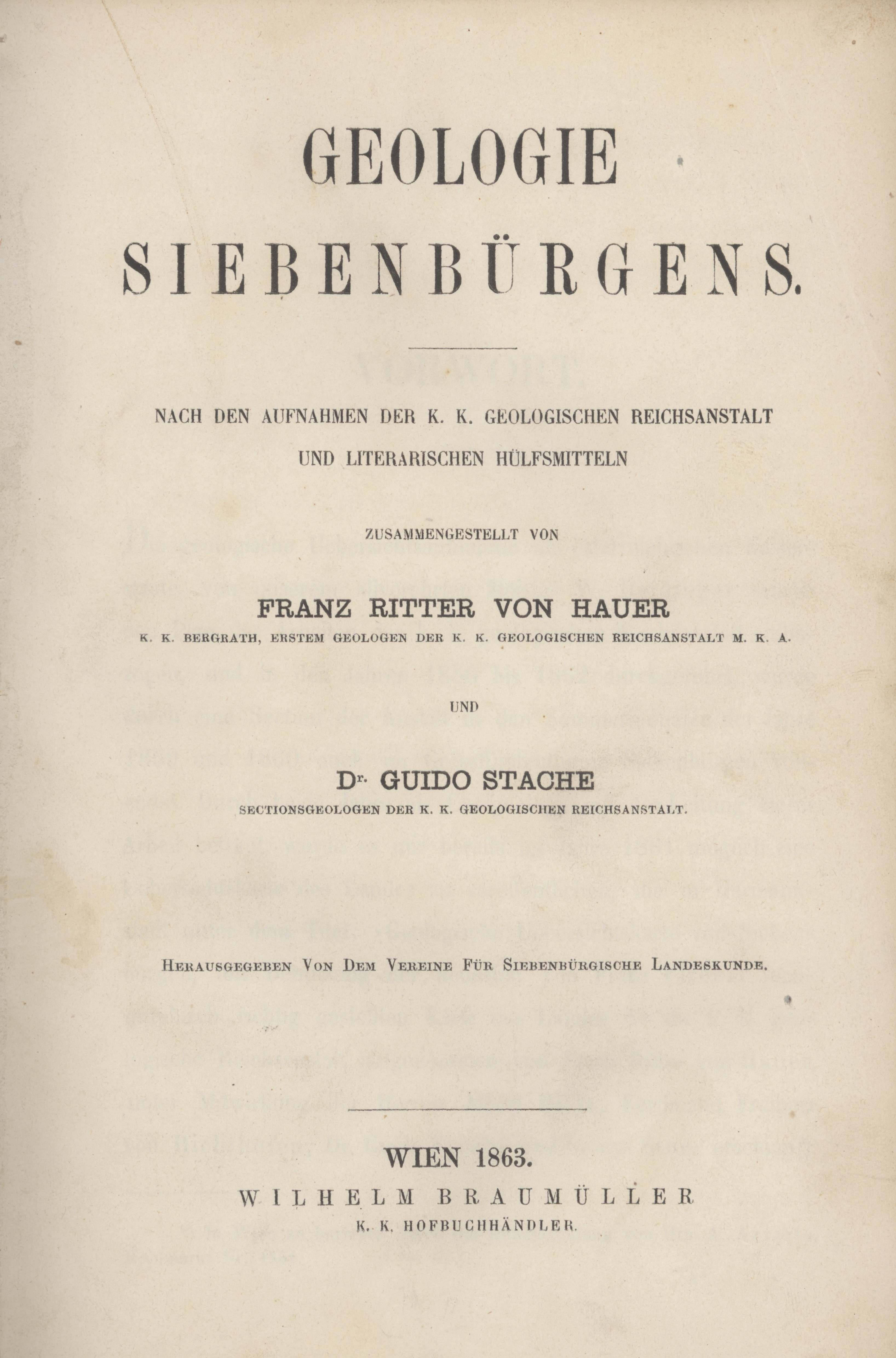
Titelblatt der Geologie Siebenbürgens von Hauer und Stache (1863)

Karl Heinrich Hektor Guido Stache (* 28. März 1833 in Namslau/Namysłów; † 11. April 1921 in Wien) war ein österreichisch-ungarischer Geologe und Paläontologe sowie Direktor der k. k. geologischen Reichsanstalt in Wien. Unter den österreichisch-ungarischen Geologen des 19. Jahrhunderts hat Stache frühe und systematische Forschungen in den Karstgebieten bei Triest und auf Istrien betrieben und dadurch einen erheblichen Beitrag zum geowissenschaftlichen Verständnis dieser Erscheinungen geleistet.

## Leben
Nach dem Besuch des Gymnasiums in Breslau studierte Stache ab 1851 an der Universität in dieser Stadt (kurzzeitig auch in Berlin) und promovierte 1855 bei Heinrich Robert Goeppert zum Dr. phil. Als junger Wissenschaftler erhielt er 1857 eine Anstellung an der k.k. geologischen Reichsanstalt.
Aufnahmearbeiten (geologische Feldarbeiten) in den Jahren 1858/59 führten ihn in die Karstgebiete des Österreichischen Küstenlandes. Als Ergebnis dieser Arbeiten entstand eine erste größere geologische Beschreibung der Karstformationen (1864 erschienen) mit einer geologischen Übersichtskarte. Parallel untersuchte er ausführlich die biostratigraphischen Verhältnisse der Neogenablagerungen im Unterkrain. Dazu fertigte Stache umfangreiche Fossilienverzeichnisse von bedeutenden Fundorten an, wie beispielsweise Altendorf, St. Canzian und St. Margarethen. Diese systematischen paläontologischen Arbeiten konnte er erst später fortsetzen.

Um 1860 war er mit der geologischen Erkundung in Siebenbürgen beschäftigt und dadurch an den umfangreichen Aufnahmearbeiten des Chefgeologen Franz von Hauer beteiligt. Dieser leitete die Aufnahmearbeiten im damaligen Großfürstentum Siebenbürgen. Im Jahr 1863 wurden die Ergebnisse dieser umfangreichen Arbeit publiziert. Die dazugehörende Geologische Übersichtskarte von Siebenbürgen war bereits 1861 in Hermannstadt erschienen.
Im Rahmen dieses Werkes schlugen Hauer und Stache für eine Gruppe quarzhaltiger Trachyte den Terminus Dacit vor. Ursprünglich war eine Benennung mit Biharit (Agalmatolit) beabsichtigt, was sich auf das Hauptverbreitungsgebiet dieser Gesteinsgruppe im siebenbürgischen Bihargebirge bezogen hätte. Weil dieser Name aber schon durch Carl Ferdinand Peters für ein Mineral verwendet worden war, konnte diese Überlegung nicht aufgegriffen werden. Der Gesteinsgruppenname ist bis heute anerkannt und Teil der petrographischen Nomenklatur.
Da seine Erfahrungen bei den geologischen Feldarbeiten und Kartierung Anerkennung fanden, wurde Stache 1869 zur geologischen Aufnahme in der Region um Unghvár beauftragt. Im Jahr 1874 publizierte er eine zusammenfassende Darstellung über die paläozoischen Formationen der Ostalpen, die auf den von der k.k. geologischen Reichsanstalt erarbeiteten und zusammengestellten Erkenntnissen beruhte. Sie resultierten aus den Arbeiten von Markus Vincent Lipold, Adolf von Morlot (1820–1867), Carl Ferdinand Peters, Friedrich Rolle, Dionýs Stur, Eduard Suess, Emil Tietze, Theobald von Zollikofer und den eigenen Forschungen. Mit diesem umfassenden Aufsatz wurden ein erster Überblick zu den geologischen Verhältnissen im kompliziertesten österreichischen Alpenabschnitt gegeben und weiteren Forschungen unter internationaler Beteiligung das Feld geebnet.
Seine vergleichenden Arbeiten zum Paläozoikum der Alpen konnte Stache erst 1889 wieder aufnehmen. Im selben Jahr untersuchte er alte Lockersedimente im Bereich vom Isonzo.
Den frühen Arbeiten über den Karst folgten im Jahr 1877 weitere Untersuchungen in der Region um Triest und ab 1888 geologische Kartierungsarbeiten zur Neuaufnahme vorhandener Kartenunterlagen. Von Stache stammen die Blätter Triest (bearbeitet 1886–1891), Sessana-St. Peter (aufgenommen 1859) und Görz-Gradiška (bearbeitet 1886–1891).
Seine umfassenden Kenntnisse über die Geologie von Österreich-Ungarn brachten Stache zunächst die Stellung eines Assistenten, nachfolgend des Chefgeologen der k.k. geologischen Reichsanstalt ein und 1892 (21. Oktober) wurde er nach einer kurzen amtierenden Phase deren Direktor. In diesem Amt trat er die Nachfolge des Geologen Dionýs Stur an, dessen Stellvertreter er seit 1885 war. Diese Aufgabe nahm Stache von 1892 bis zu seinem Ruhestand im Jahr 1902 wahr. Er war der vierte Direktor dieser Institution seit ihrer Gründung im Jahre 1849. In seine Amtszeit fiel die Festveranstaltung anlässlich des 50-jährigen Jubiläums (9. Juni 1900) für die Anstalt.

## Verdienste
Durch seine wissenschaftliche Arbeit erlangte Stache eine hohe Anerkennung in Fachkreisen. Zu seinen wesentlichen Leistungen zählen:
- die Namensgebung und Beschreibung der Gesteinsgruppe Dacit
- der zusammenfassende Überblick zeitgenössischer Forschung im Paläozoikum der Alpen
- grundlegende Forschungen in den Karstgebieten von Triest, Krain und auf Istrien zur Verbreitung und geologischen Stellung der Karstformationen
- paläontologische Forschungen über die Fossilien der Liburnischen Stufe (Cosina-Schichten)
- mehrere geologische Kartenblätter (1:75.000)

## Mitgliedschaften und Würdigungen
- Ehrenmitglied der Ungarischen Geologischen Gesellschaft (1872)[3]
- Mitglied der Deutschen Akademie der Naturforscher Leopoldina (1885).[4]
- Titel des Oberbergrates (1887)

## Ausgewählte Werke
- Die Eozängebiete in Innerkrain und Istrien. In: JB d. k.k. geol. RA, Bd. 10 (1859)
- mit Franz von Hauer: Geologie Siebenbürgens. Nach den Aufnahmen der k. k. geologischen Reichsanstalt und Literarischen Hülfsmitteln. Wien: Wilhelm Braumüller, 1863 (Digitalisat).
- Die geologische Verhältnisse der Umgebungen von Unghvár in Ungarn. In: JB d. k.k. geol. RA, Bd. 21 (1871), Wien 1871
- Die Liburnische Stufe und deren Grenzhorizonte mit der Übersicht der geologischen Verhältnisse der Küstenländer von Österreich-Ungarn und der Beschreibung der nicht marinen Faunen- und Floren-Reste der Protocän-Schichten des nördlichen Verbreitungsgebietes. In: Abhandl. der k.k. geol. RA, Bd. 13, 1863, Wien
- Photographische Aufnahme geologischer Spezialobjekte und Landschaftstypen in Kärnten und in der Umgebung von Triest. In: Verh. geol. RA, (1892), Wien 1892